# Entomacrodus cymatobiotus
Entomacrodus cymatobiotus is een straalvinnige vissensoort uit de familie van naakte slijmvissen (Blenniidae). De wetenschappelijke naam van de soort is voor het eerst geldig gepubliceerd in 1960 door Schultz & Chapman.